# Reserva Natural de Ihamaru
A Reserva Natural de Ihamaru é uma reserva natural localizada no condado de Põlva, na Estónia.
A área da reserva natural é de 255 hectares.
A área protegida foi fundada em 1981 para proteger a floresta primitiva de Ihamaru. Em 2005, a área protegida foi designada como reserva natural.